# Bicskey Richárd
Bicskey Richárd (Budapest, 1936. október 4. – 2020. június 21.) magyar pályakerékpáros, a Tipográfia versenyzője.

## Magyar bajnokságok
Összesen 33 győzelem:
- Országúti hegyi: 1954, 1956
- Országúti hegyi csapat: 1956
- 1000 m: 1961, 1966
- 4000 m egyéni: 1959
- 4000 m csapat: 1960, 1961
- Páros: 1954, 1956, 1963, 1965, 1967
- Pont: 1955, 1958
- Sprint: 1956, 1958, 1959, 1960, 1961, 1962, 1964, 1965, 1966
- Tandem: 1958, 1959, 1960, 1961, 1962, 1963, 1964, 1965, 1967

## Nemzetközi eredmények
- 1957 – Nemzeti pályabajnokság, Párizs – francia amatőr sprintbajnok
- 1958 – Európa-bajnokság, Forst – 2. a 4000 m-es csapat üldözőversenyben
- 1964 – Olimpia, Tokió – 5. tandemben Habony Ferenccel
- 1964 – világbajnokság, Párizs – 10. a 4000 m-es csapat üldözőversenyben
- 1967 – világbajnokság, Amszterdam – 5. tandemben Habony Ferenccel